# Lithostege lenata
Lithostege lenata là một loài bướm đêm trong họ Geometridae.